# Lisle-sur-Tarn
Lisle-sur-Tarn (okzitanisch L'Illa d'Albigés oder L'Illa de Tarn) ist eine südfranzösische Gemeinde mit 4857 Einwohnern (Stand 1. Januar 2022) im Département Tarn in der Region Okzitanien. Sie gehört zum Arrondissement Albi und ist Mitglied im Gemeindeverband Gaillac Graulhet Agglomération. Die Bewohner werden Lislois und Lisloises genannt.
Die Gemeinde erhielt 2023 die Auszeichnung „Drei Blumen“, die vom Conseil national des villes et villages fleuris (CNVVF) im Rahmen des jährlichen Wettbewerbs der blumengeschmückten Städte und Dörfer verliehen wird.

## Lage und Klima
Die ehemalige Bastide Lisle-sur-Tarn liegt in der Région naturelle Gaillacois, etwa 42 km nordöstlich von Toulouse und etwa 28 km südwestlich von Albi. Die nächstgrößere Stadt ist der Weinort Gaillac etwa 9 km nordöstlich. Der Ortsname erklärt durch die beinahe inselartige Lage zwischen dem Fluss Tarn und zwei kleineren Bachläufen (Rabisteau und Vignal). Das Gemeindegebiet wird außer durch den Tarn durch den Tescou und durch mehrere andere kleine Wasserläufe entwässert. Das Klima ist gemäßigt bis warm; Regen (ca. 600 mm/Jahr) fällt hauptsächlich im Winterhalbjahr.

## Bevölkerungsentwicklung
| Jahr      | 1800 | 1851 | 1901 | 1954 | 1999 | 2021 |
| Einwohner | 5230 | 4926 | 3883 | 3213 | 3683 | 4775 |

Nach langen Jahrzehnten des Bevölkerungsrückgangs ist seit den 1980er Jahren eine Trendwende festzustellen.

## Wirtschaft
Der Weinbau und der Anbau von Färberwaid (pastel) haben der Kleinstadt im Mittelalter und in der frühen Neuzeit einen gewissen Wohlstand beschert; beide Produkte konnten mit Lastkähnen exportiert werden. Heute werden in der Umgebung vor allem Weizen und Mais angebaut. Bedingt durch die günstige Lage etwa auf halber Strecke zwischen Albi und Toulouse ist eine Zone industrielle entstanden, in der sich kleinere und mittlere Betriebe angesiedelt haben, und auch der Kultur- und Weintourismus spielt eine nicht unwichtige Rolle im Wirtschaftsleben der Kleinstadt.

## Geschichte
Der nach dem Ende des Albigenserkreuzzuges – also in den Jahren nach 1229 – von Graf Raimund VII. von Toulouse gegründete Ort lag an einer über Albi führenden Nebenstrecke des Pilgerwegs nach Santiago de Compostela (Via Tolosana). Im Verlauf der Hugenottenkriege (1562–1598) wurde in Lisle-sur-Tarn ein ständiger Gerichtshof (Chambre de l’Édit) installiert, der jeweils zur Hälfte mit Protestanten und Katholiken besetzt war.

## Sehenswürdigkeiten
- Der zentrale Platz (Place centrale) von Lisle-sur-Tarn zählt zu den größten im Süden Frankreichs. Die meisten umstehenden Häuser – egal ob Fachwerk- oder Ziegelsteinbauten – sind dreigeschossig (Erdgeschoss und zwei Obergeschosse) und ruhen auf Arkaden, die bei Regen wie bei Sonnenschein gleichermaßen Schutz bieten. Bereits im Mittelalter haben sich hier Händler und kleinere Handwerksbetriebe niedergelassen, die die Bewohner des Orts und seiner Umgebung mit allem Notwendigen versorgten.
- In der Mitte des Platzes steht ein auf acht oktogonalen Säulen stehender Brunnen (Fontaine de Griffoul), der der Bevölkerung  um die Mitte des 13. Jahrhunderts von Johanna, der letzten Erbin der Grafschaft Toulouse, und ihrem Gemahl Alfons von Poitiers gestiftet wurde. Der Brunnen ist bereits seit 1914 als Monument historique klassifiziert.[3]

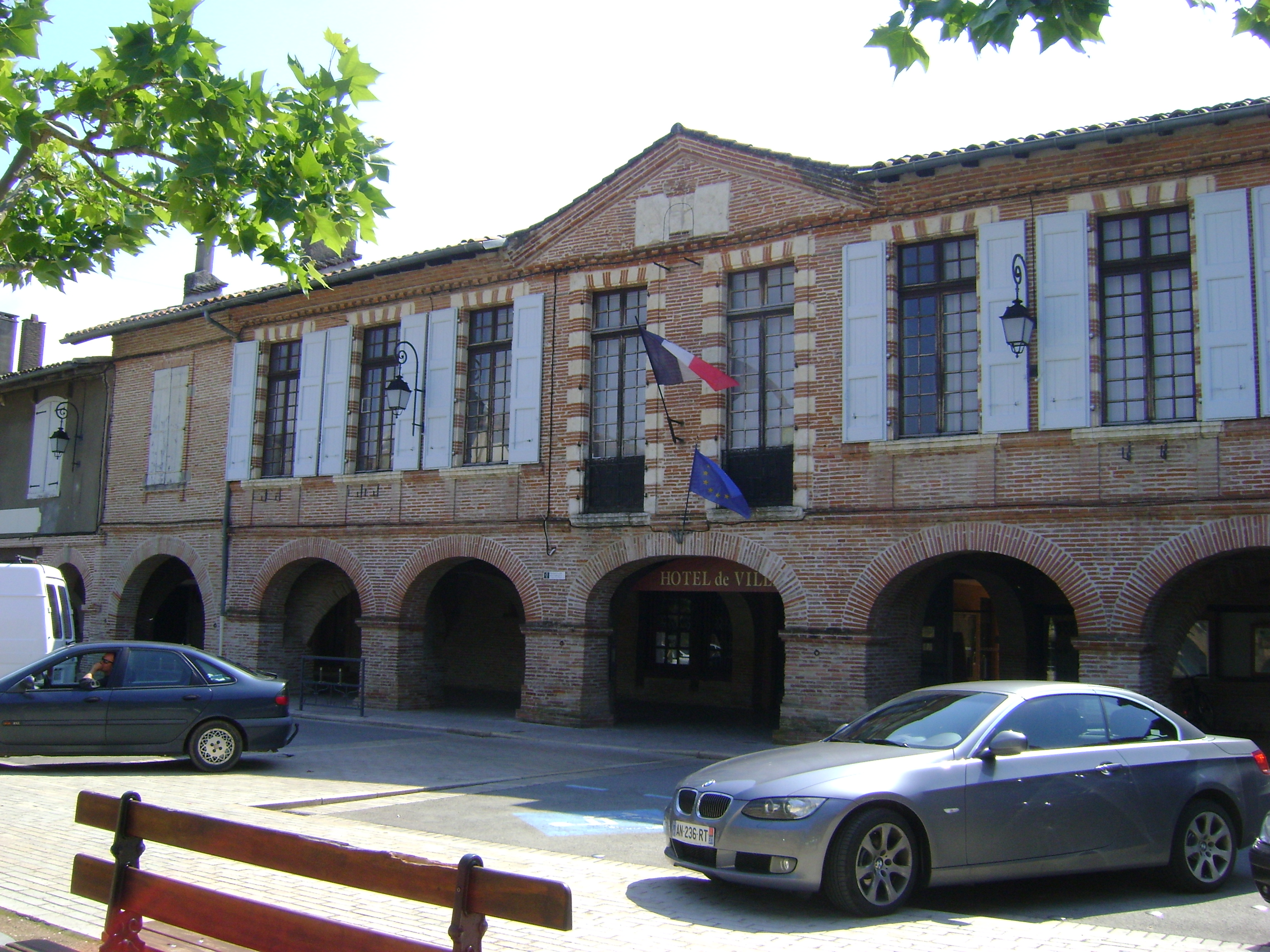
Rathaus (Hôtel de ville)

- In einer Ecke des Platzes befindet sich ein zweigeschossiges Fachwerkhaus (maison à colombages) mit hölzernen Fensterläden, das auf einer aufwendigen Holzstützenkonstruktion ruht. Die Ausfachungen bestehen aus Mauerziegeln, die teilweise als Fischgrätmuster verlegt sind. Fassaden und Dächer des Gebäudes sind seit 1937 als Monument historique eingeschrieben.[4]
- Das Rathaus (Hôtel de Ville; ehemals Hôtel de Boisset-Glassac) steht unmittelbar am zentralen Platz; es stammt aus der Zeit um 1800 und war ursprünglich das Stadtpalais der wohlhabenden Kaufmannsfamilie Boisset. Im Erdgeschoss finden sich die üblichen Arkaden; das Obergeschoss empfängt Licht durch acht große und zwei kleinere Fenster. An den Wänden des Großen Saals im Obergeschoss finden sich große Leinwandgemälde mit idyllischen Szenen aus dem Landleben. Das Gebäude ist seit dem Jahr 1988 in Teilen als Monument historique eingeschrieben, seit 1994 in weiteren Teilen klassifiziert.[5]

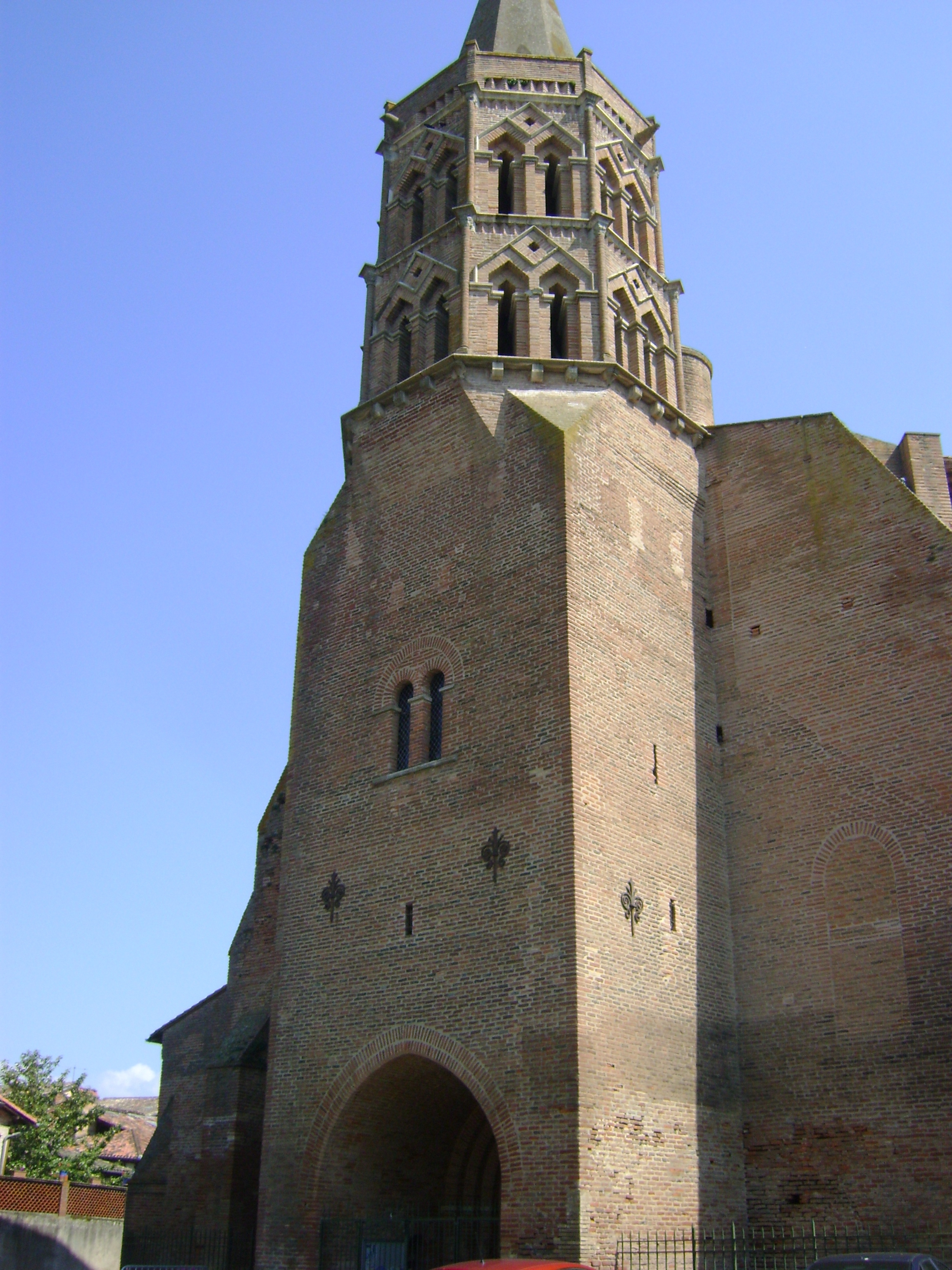
Lisle-sur-Tarn – Kirche

- Die Église Notre-Dame de la Jonquière steht überraschenderweise nicht im Ortszentrum, sondern etwa 200 m davon entfernt. Es ist ein dreischiffiger Ziegelsteinbau im Stil der tolosaner Gotik aus dem 13. und 14. Jahrhundert. Der hohe – zunächst quadratische, oben dann oktogonale – Westturm mit einem Spitzhelm entspricht nicht den Bautraditionen des Midi, bei denen Vierungstürme und nicht Westtürme im Vordergrund stehen. Nach 1271, dem Jahr der Eingliederung der ehemaligen Grafschaft Toulouse in die französische Krondomäne, findet sich jedoch auch im Süden Frankreichs verstärkt die Übernahme von Bauideen aus dem Norden. In das Eingangsportal an der Nordseite der Kirche wurden Teile eines romanischen Portals integriert. Die Kirche ist seit 1886 als Monument historique klassifiziert.[6]

Umgebung
- Das Château Gineste liegt etwa 5 km nordöstlich an einer Seitenstraße nach Gaillac. Es ist ein repräsentatives Weinschloss aus der Mitte des 19. Jahrhunderts und wurde im neoklassizistischen Stil erbaut. Im Jahr 1992 wurde es in Teilen unter Schutz gestellt.[7]
- In der Umgebung der Kleinstadt stehen noch etliche Taubenschläge (pigeonniers), die den Grundherren (seigneurs) und den etwas wohlhabenderen Schichten der Bevölkerung zur Bereicherung ihres Speiseplans dienten und als Zeichen ihrer Stellung standen.

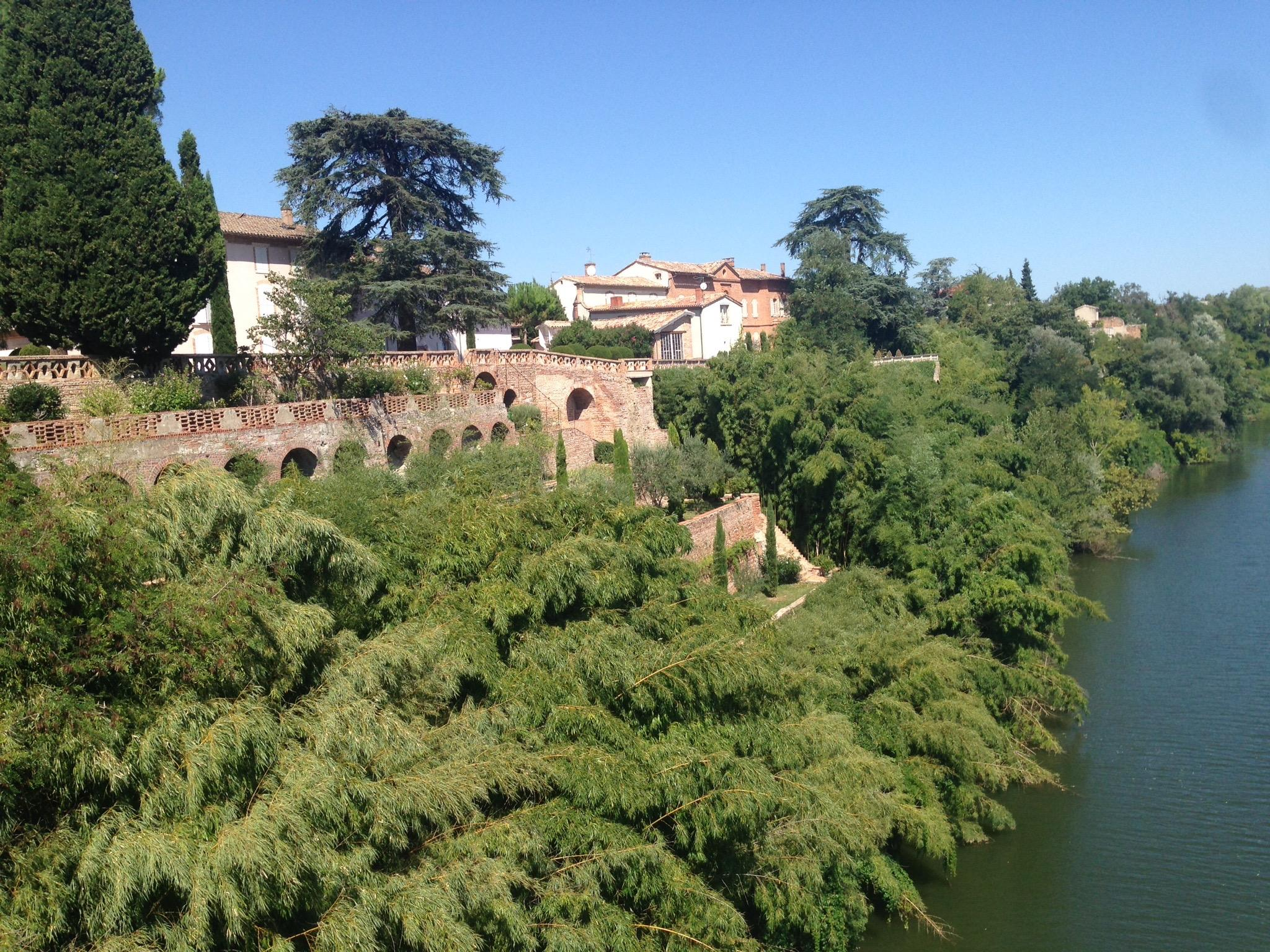
Stadt und Fluss
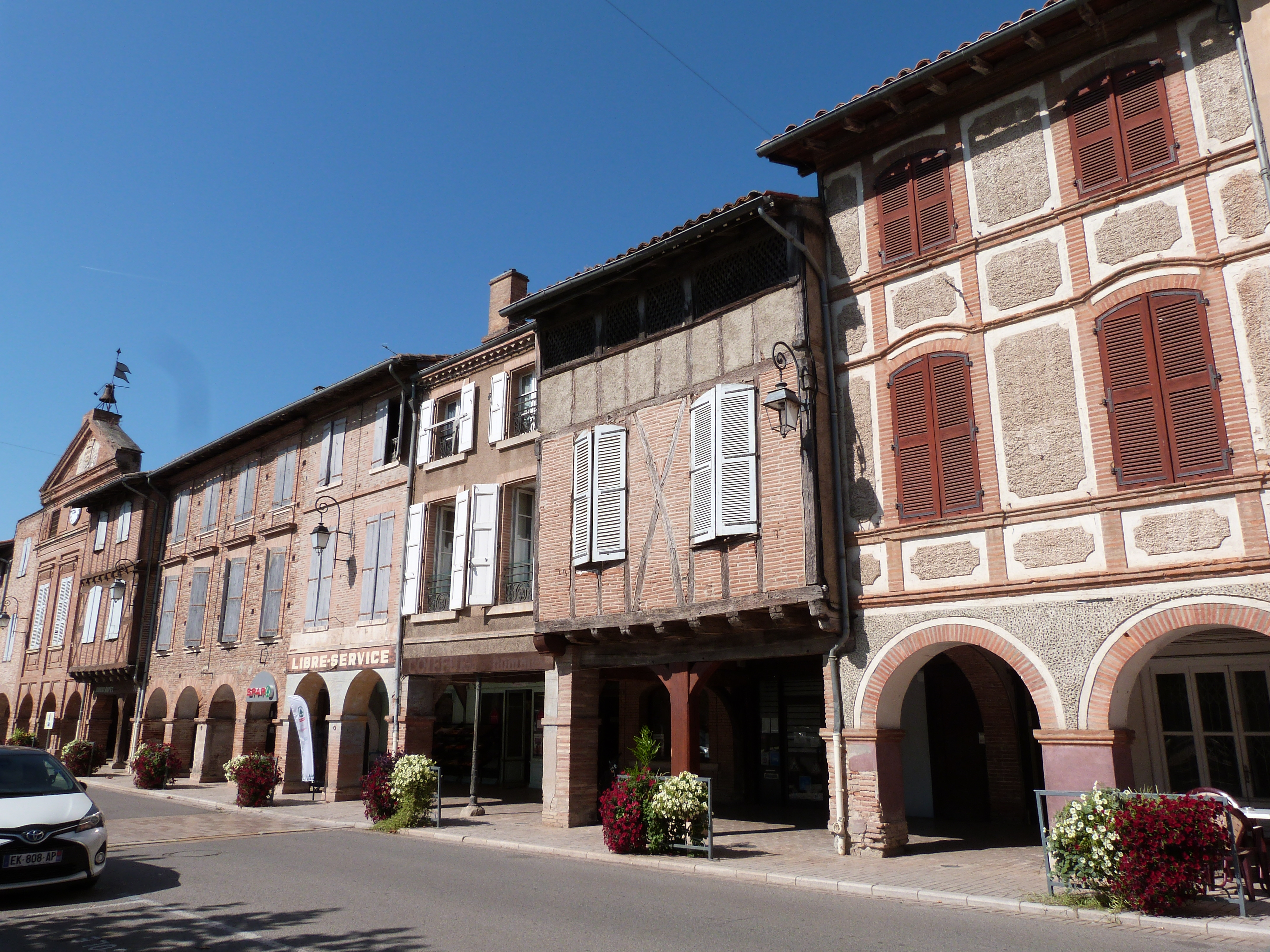
Arkadenhäuser
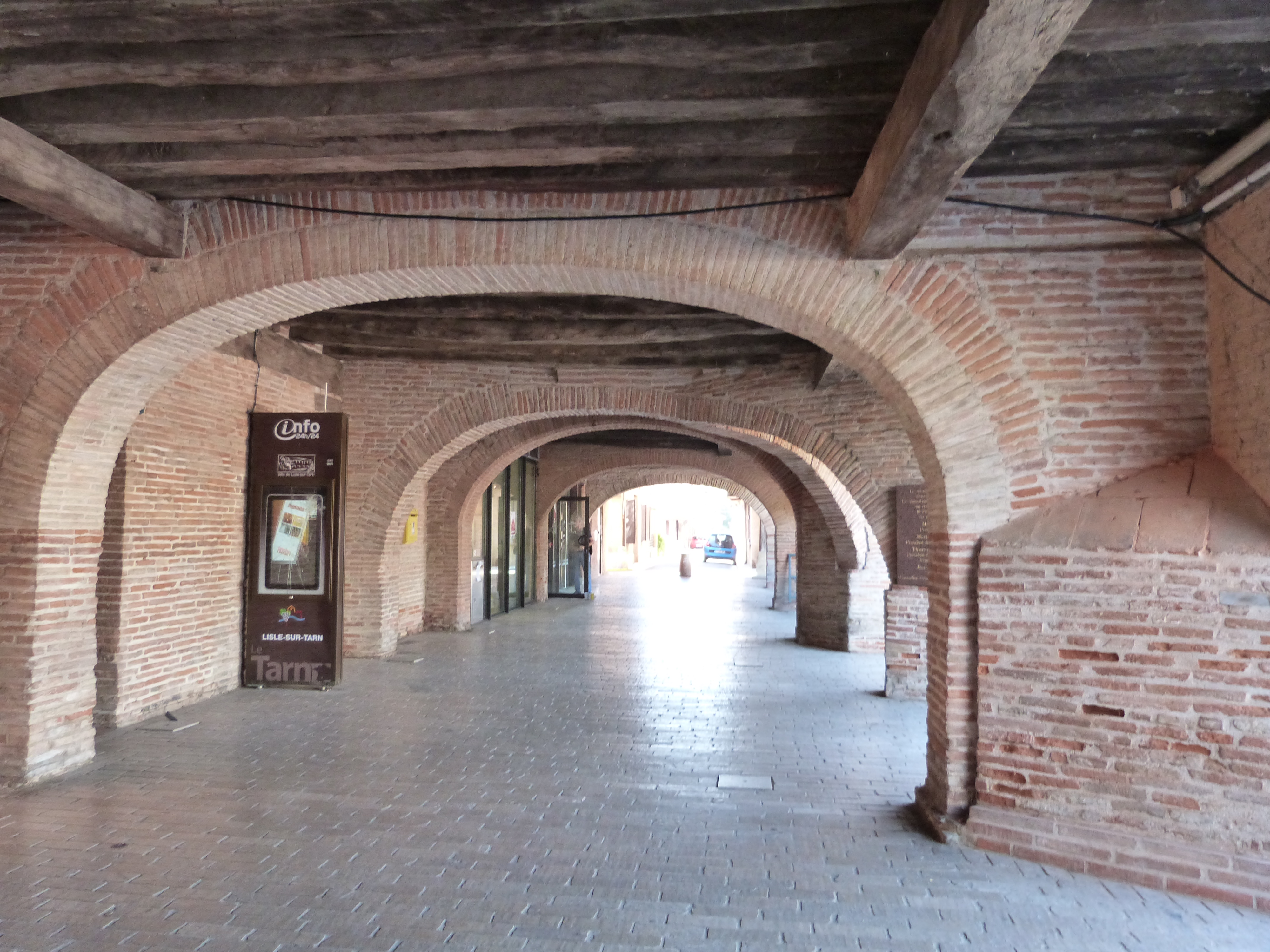
Bogengänge
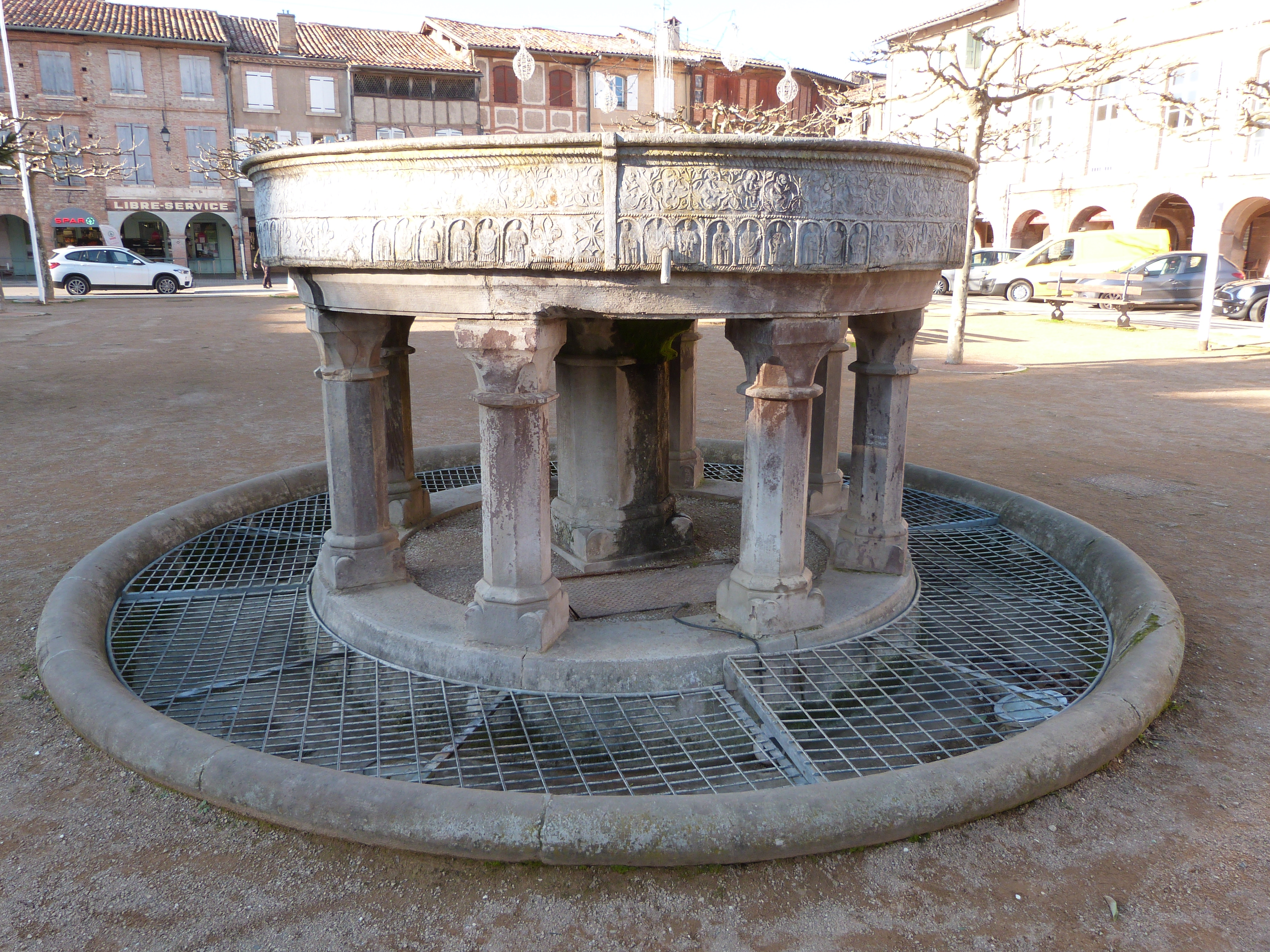
Brunnen
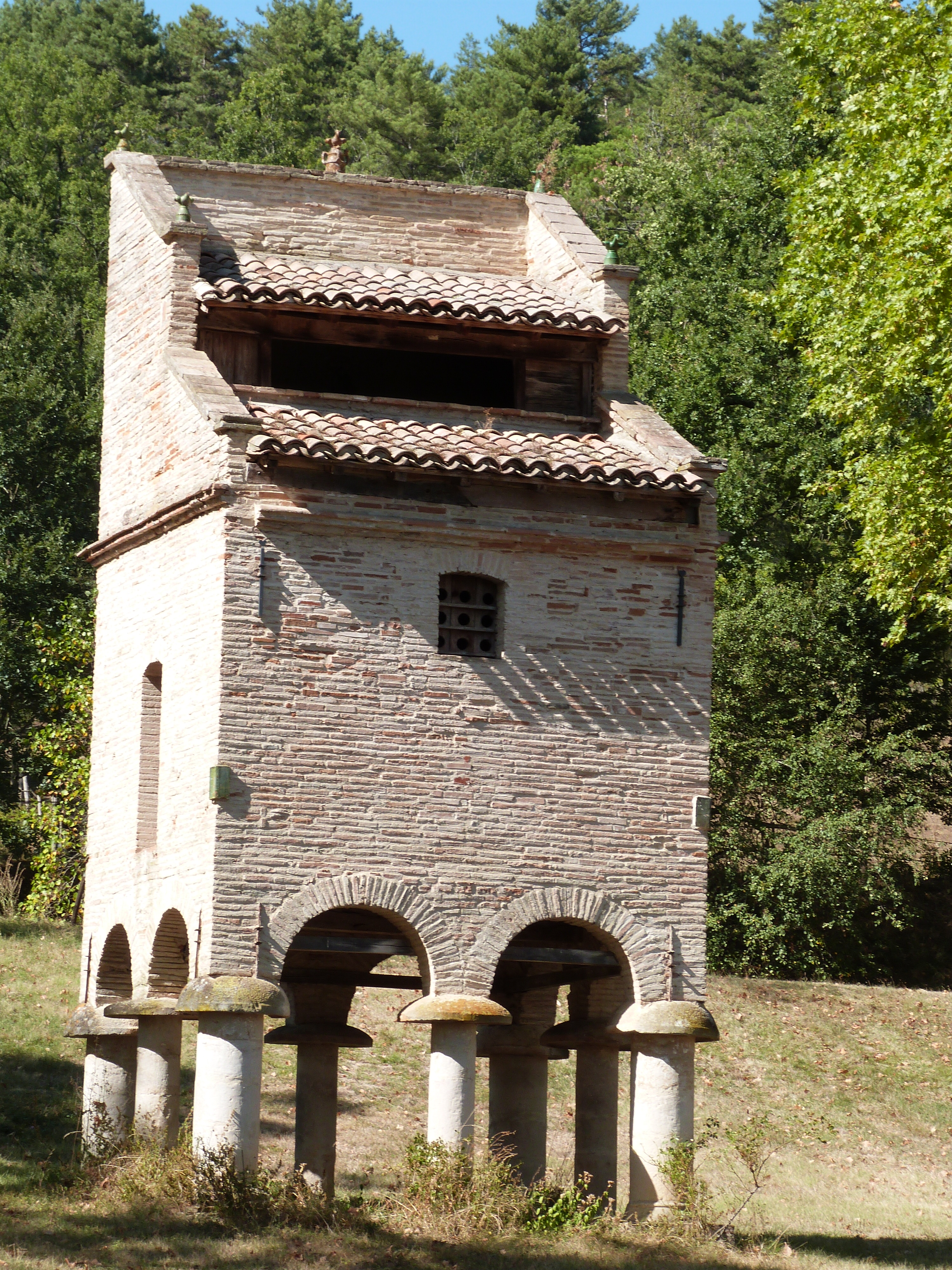
Taubenhaus
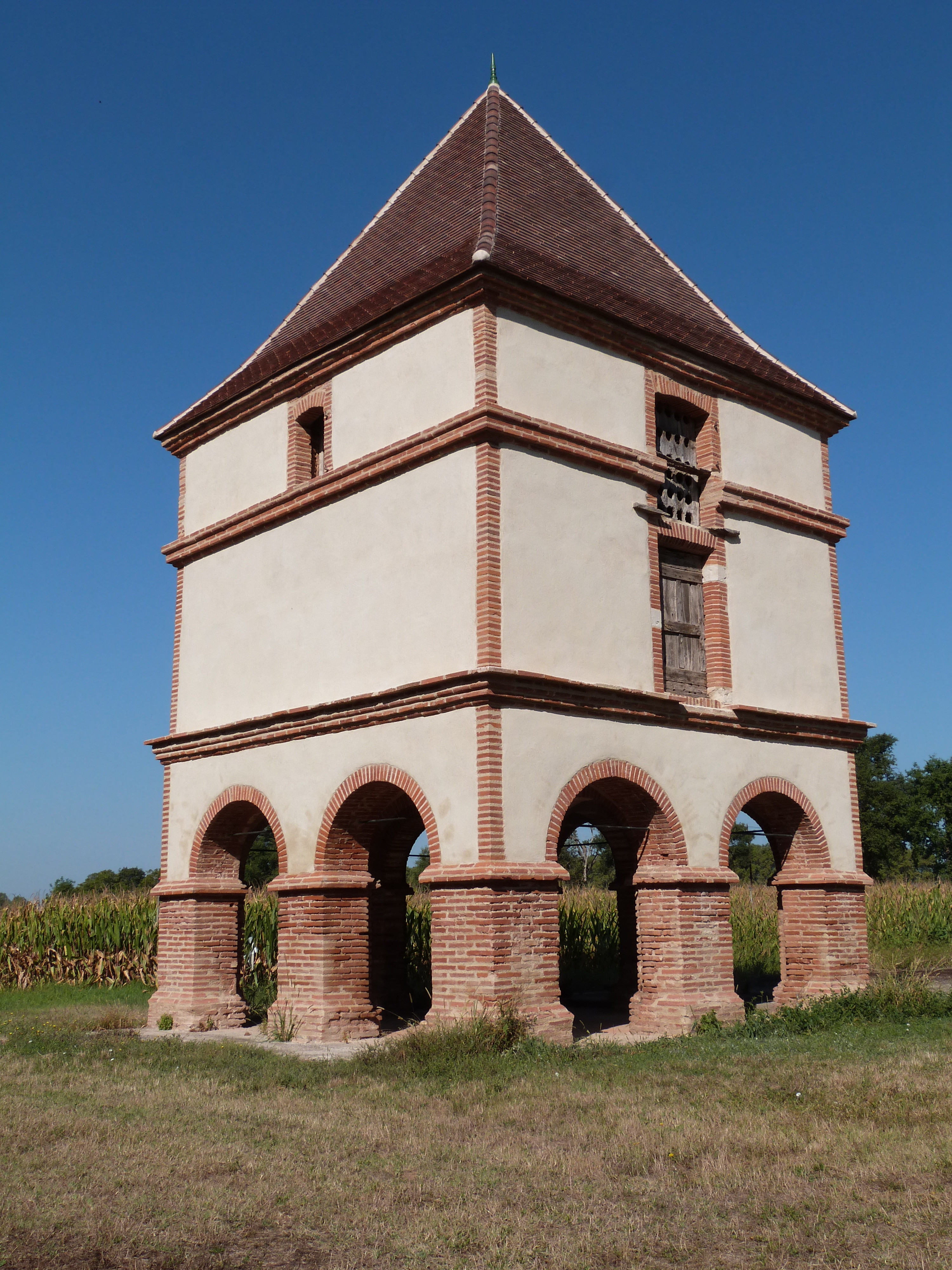
Taubenhaus

## Partnergemeinde
- Borja (Saragossa), Spanien

## Persönlichkeiten
- Raymond Lafage, französischer Zeichner und Grafiker (* 1656 in Lisle-sur-Tarn; † 1684 in Lyon)